# Eleições legislativas portuguesas de 1991 no distrito de Castelo Branco
| Eleições legislativas portuguesas de 1991 Distritos: Aveiro \| Beja \| Braga \| Bragança \| Castelo Branco \| Coimbra \| Évora \| Faro \| Guarda \| Leiria \| Lisboa \| Portalegre \| Porto \| Santarém \| Setúbal \| Viana do Castelo \| Vila Real \| Viseu \| Açores \| Madeira \| Estrangeiro |

## Resultados por Concelho
Os resultados nos concelhos do Distrito de Castelo Branco foram os seguintes:

### Belmonte
| Partido                 | Partido                           | Votos | %               | +/-  |
| ----------------------- | --------------------------------- | ----- | --------------- | ---- |
|                         | Partido Social Democrata          | 2 048 | 50,98 / 100,00  | 4,13 |
|                         | Partido Socialista                | 1 380 | 34,35 / 100,00  | 7,83 |
|                         | Coligação Democrática Unitária    | 170   | 4,23 / 100,00   | 2,08 |
|                         | Centro Democrático e Social       | 142   | 3,53 / 100,00   | 0,29 |
|                         | Partido da Solidariedade Nacional | 96    | 2,39 / 100,00   | Novo |
|                         | Outros                            | 106   | 2,64 / 100,00   |      |
| Votos Inválidos         | Votos Inválidos                   | 75    | 1,87 / 100,00   | 2,18 |
| Total                   | Total                             | 4 017 | 100,00 / 100,00 |      |
| Eleitorado/Participação | Eleitorado/Participação           | 6 201 | 64,78 / 100,00  | 0,47 |

### Castelo Branco
| Partido                 | Partido                           | Votos  | %               | +/-   |
| ----------------------- | --------------------------------- | ------ | --------------- | ----- |
|                         | Partido Social Democrata          | 16 834 | 49,45 / 100,00  | 5,00  |
|                         | Partido Socialista                | 11 991 | 35,22 / 100,00  | 13,57 |
|                         | Centro Democrático e Social       | 1 276  | 3,75 / 100,00   | 0,10  |
|                         | Coligação Democrática Unitária    | 1 130  | 3,32 / 100,00   | 1,97  |
|                         | Partido da Solidariedade Nacional | 1 016  | 2,98 / 100,00   | Novo  |
|                         | Partido Renovador Democrático     | 398    | 1,17 / 100,00   | 7,12  |
|                         | Outros                            | 636    | 1,88 / 100,00   |       |
| Votos Inválidos         | Votos Inválidos                   | 761    | 2,24 / 100,00   | 0,39  |
| Total                   | Total                             | 34 042 | 100,00 / 100,00 |       |
| Eleitorado/Participação | Eleitorado/Participação           | 48 403 | 70,33 / 100,00  | 3,66  |

### Covilhã
| Partido                 | Partido                           | Votos  | %               | +/-   |
| ----------------------- | --------------------------------- | ------ | --------------- | ----- |
|                         | Partido Social Democrata          | 13 786 | 40,54 / 100,00  | 3,92  |
|                         | Partido Socialista                | 12 816 | 37,69 / 100,00  | 10,69 |
|                         | Coligação Democrática Unitária    | 3 507  | 10,31 / 100,00  | 5,77  |
|                         | Centro Democrático e Social       | 1 343  | 3,95 / 100,00   | 0,62  |
|                         | Partido da Solidariedade Nacional | 659    | 1,94 / 100,00   | Novo  |
|                         | PCTP/MRPP                         | 353    | 1,04 / 100,00   | 0,57  |
|                         | Outros                            | 840    | 2,47 / 100,00   |       |
| Votos Inválidos         | Votos Inválidos                   | 699    | 2,05 / 100,00   | 1,03  |
| Total                   | Total                             | 34 003 | 100,00 / 100,00 |       |
| Eleitorado/Participação | Eleitorado/Participação           | 50 592 | 67,21 / 100,00  | 4,88  |

### Fundão
| Partido                 | Partido                           | Votos  | %               | +/-   |
| ----------------------- | --------------------------------- | ------ | --------------- | ----- |
|                         | Partido Social Democrata          | 9 109  | 47,47 / 100,00  | 2,49  |
|                         | Partido Socialista                | 7 379  | 38,46 / 100,00  | 11,52 |
|                         | Centro Democrático e Social       | 686    | 3,58 / 100,00   | 2,45  |
|                         | Coligação Democrática Unitária    | 621    | 3,24 / 100,00   | 2,23  |
|                         | Partido da Solidariedade Nacional | 402    | 2,10 / 100,00   | Novo  |
|                         | Outros                            | 518    | 2,70 / 100,00   |       |
| Votos Inválidos         | Votos Inválidos                   | 472    | 2,46 / 100,00   | 1,88  |
| Total                   | Total                             | 19 187 | 100,00 / 100,00 |       |
| Eleitorado/Participação | Eleitorado/Participação           | 29 216 | 65,67 / 100,00  | 0,66  |

### Idanha-a-Nova
| Partido                 | Partido                           | Votos  | %               | +/-  |
| ----------------------- | --------------------------------- | ------ | --------------- | ---- |
|                         | Partido Social Democrata          | 4 389  | 48,80 / 100,00  | 2,74 |
|                         | Partido Socialista                | 3 263  | 36,28 / 100,00  | 6,53 |
|                         | Partido da Solidariedade Nacional | 339    | 3,77 / 100,00   | Novo |
|                         | Centro Democrático e Social       | 259    | 2,88 / 100,00   | 1,30 |
|                         | Coligação Democrática Unitária    | 227    | 2,52 / 100,00   | 2,09 |
|                         | Outros                            | 268    | 2,98 / 100,00   |      |
| Votos Inválidos         | Votos Inválidos                   | 248    | 2,76 / 100,00   | 2,69 |
| Total                   | Total                             | 8 993  | 100,00 / 100,00 |      |
| Eleitorado/Participação | Eleitorado/Participação           | 13 531 | 66,46 / 100,00  | 0,99 |

### Oleiros
| Partido                 | Partido                           | Votos | %               | +/-  |
| ----------------------- | --------------------------------- | ----- | --------------- | ---- |
|                         | Partido Social Democrata          | 4 248 | 77,93 / 100,00  | 5,87 |
|                         | Partido Socialista                | 738   | 13,54 / 100,00  | 6,46 |
|                         | Centro Democrático e Social       | 225   | 4,13 / 100,00   | 0,84 |
|                         | Partido da Solidariedade Nacional | 71    | 1,30 / 100,00   | Novo |
|                         | Outros                            | 91    | 1,67 / 100,00   |      |
| Votos Inválidos         | Votos Inválidos                   | 78    | 1,44 / 100,00   | 0,76 |
| Total                   | Total                             | 5 451 | 100,00 / 100,00 |      |
| Eleitorado/Participação | Eleitorado/Participação           | 8 161 | 66,79 / 100,00  | 8,73 |

### Penamacor
| Partido                 | Partido                           | Votos | %               | +/-  |
| ----------------------- | --------------------------------- | ----- | --------------- | ---- |
|                         | Partido Social Democrata          | 2 513 | 50,50 / 100,00  | 1,06 |
|                         | Partido Socialista                | 1 613 | 32,42 / 100,00  | 5,21 |
|                         | Centro Democrático e Social       | 287   | 5,77 / 100,00   | 0,31 |
|                         | Partido da Solidariedade Nacional | 161   | 3,24 / 100,00   | Novo |
|                         | Coligação Democrática Unitária    | 92    | 1,85 / 100,00   | 0,84 |
|                         | Outros                            | 144   | 2,88 / 100,00   |      |
| Votos Inválidos         | Votos Inválidos                   | 166   | 3,33 / 100,00   | 2,30 |
| Total                   | Total                             | 4 976 | 100,00 / 100,00 |      |
| Eleitorado/Participação | Eleitorado/Participação           | 7 763 | 64,10 / 100,00  | 2,19 |

### Proença-a-Nova
| Partido                 | Partido                           | Votos | %               | +/-  |
| ----------------------- | --------------------------------- | ----- | --------------- | ---- |
|                         | Partido Social Democrata          | 5 299 | 72,76 / 100,00  | 3,27 |
|                         | Partido Socialista                | 1 302 | 17,88 / 100,00  | 5,68 |
|                         | Centro Democrático e Social       | 339   | 4,65 / 100,00   | 0,58 |
|                         | Partido da Solidariedade Nacional | 81    | 1,11 / 100,00   | Novo |
|                         | Outros                            | 161   | 2,21 / 100,00   |      |
| Votos Inválidos         | Votos Inválidos                   | 101   | 1,39 / 100,00   | 0,68 |
| Total                   | Total                             | 7 283 | 100,00 / 100,00 |      |
| Eleitorado/Participação | Eleitorado/Participação           | 9 935 | 73,31 / 100,00  | 3,25 |

### Sertã
| Partido                 | Partido                           | Votos  | %               | +/-  |
| ----------------------- | --------------------------------- | ------ | --------------- | ---- |
|                         | Partido Social Democrata          | 7 994  | 72,63 / 100,00  | 1,37 |
|                         | Partido Socialista                | 1 772  | 16,10 / 100,00  | 4,48 |
|                         | Centro Democrático e Social       | 521    | 4,73 / 100,00   | 0,29 |
|                         | Partido da Solidariedade Nacional | 167    | 1,52 / 100,00   | Novo |
|                         | Outros                            | 266    | 2,42 / 100,00   |      |
| Votos Inválidos         | Votos Inválidos                   | 286    | 2,59 / 100,00   | 0,77 |
| Total                   | Total                             | 11 006 | 100,00 / 100,00 |      |
| Eleitorado/Participação | Eleitorado/Participação           | 17 315 | 63,56 / 100,00  | 8,20 |

### Vila de Rei
| Partido                 | Partido                           | Votos | %               | +/-  |
| ----------------------- | --------------------------------- | ----- | --------------- | ---- |
|                         | Partido Social Democrata          | 2 340 | 82,86 / 100,00  | 7,02 |
|                         | Partido Socialista                | 210   | 7,44 / 100,00   | 1,93 |
|                         | Centro Democrático e Social       | 139   | 4,92 / 100,00   | 5,25 |
|                         | Partido da Solidariedade Nacional | 41    | 1,45 / 100,00   | Novo |
|                         | Outros                            | 39    | 1,38 / 100,00   |      |
| Votos Inválidos         | Votos Inválidos                   | 55    | 1,95 / 100,00   | 1,52 |
| Total                   | Total                             | 2 824 | 100,00 / 100,00 |      |
| Eleitorado/Participação | Eleitorado/Participação           | 3 851 | 73,33 / 100,00  | 2,72 |

### Vila Velha do Ródão
| Partido                 | Partido                           | Votos | %               | +/-  |
| ----------------------- | --------------------------------- | ----- | --------------- | ---- |
|                         | Partido Socialista                | 1 369 | 40,85 / 100,00  | 9,30 |
|                         | Partido Social Democrata          | 1 327 | 39,60 / 100,00  | 0,48 |
|                         | Coligação Democrática Unitária    | 256   | 7,64 / 100,00   | 1,68 |
|                         | Partido da Solidariedade Nacional | 97    | 2,89 / 100,00   | Novo |
|                         | Centro Democrático e Social       | 84    | 2,51 / 100,00   | 0,06 |
|                         | Partido Renovador Democrático     | 57    | 1,70 / 100,00   | 7,62 |
|                         | Partido Socialista Revolucionário | 41    | 1,22 / 100,00   | 0,72 |
|                         | Outros                            | 47    | 1,41 / 100,00   |      |
| Votos Inválidos         | Votos Inválidos                   | 73    | 2,18 / 100,00   | 1,04 |
| Total                   | Total                             | 3 351 | 100,00 / 100,00 |      |
| Eleitorado/Participação | Eleitorado/Participação           | 4 686 | 71,51 / 100,00  | 2,45 |